# 兄弟聯
兄弟聯（ションディーリェン、英: Go Go Club：ゴーゴークラブ）は、中国の男性アイドルグループである。
2006年に中国で放送された視聴者参加型のイケメンオーディションTV番組「加油！好男児」の上位入賞者を中心に結成された。2007年2月、EP「漫長的約会」でデビュー。
メンバーは鍾凱、陳澤宇、毛方圓。2009年10月に巫迪文が脱退し、3人組となった。3人とも身長が188cmである。
東方之星娯楽事業有限公司に所属。

## メンバー

### 現メンバー
- 鍾凱（チョン・カイ）
  - 1980年1月20日生まれ。湖南省出身。兄弟聯のリーダー。
  - 「加油！好男児」では全国ベスト34。デビューするまではモデル、ショップ経営などをしていた。

- 陳澤宇（チェン・ズーユー）
  - 1983年7月24日生まれ。湖南省長沙出身。あだ名：大頭（ダートゥ）。
  - 「加油！好男児」全国10位。バドミントンの国家青年隊に所属していたがケガで引退。引退後はモデル、バドミントンのコーチをしていた。

- 毛方圓（マオ・ファンユァン）
  - 1987年9月10日生まれ。浙江省寧波出身。あだ名：毛毛（マオマオ）。英語名：Francis。
  - 「加油！好男児」では全国ベスト34。番組参加時は杭州芸術学校の学生だった。

### 元メンバー
- 巫迪文（ウー・ディーウェン）
  - 1982年1月13日生まれ。広州出身。英語名：Dean。
  - 「加油！好男児」全国4位。番組に参加する前はモデルやドラマに出演していた。

## ディスコグラフィ

### CD
- EP「漫長的約会」（2007年2月1日）
  - 韓国の人気グループシンファの「Once in a lifetime」をカバーしたもの。

- アルバム「兄弟聯」（2007年4月6日）
  - 台湾の人気アーティスト、デビッド・タオとビビアン・スーが参加している。

- EP「FIGHTING 4 LOVE　愛的大作戦」（2009年9月9日）
  - 全4曲入り。

### シングル
- 「1+1=11」
  - 「High school musical」（歌舞青春）の中国語版主題歌。「We’re All In This Together」をカバーしたもの。中国語版サウンドトラックの中に収録されている。
- 「我做我的王」
  - Flowの「Answer」のカバー曲。テレビドラマ「仙剣奇侠傳3」サントラ集に収録。
- 「喜上眉梢」

## 写真集
- 「青春拍立得　GO GO SAIPAN EXPOSURE」（2007年9月28日）
  - サイパンで撮影をした写真集。5曲のMVをおさめたDVD付。

## 出演作品

### ドラマ
- 「青蛙王子」（2007年3月〜6月放送、出演：鍾凱、巫迪文、陳澤宇）
- 「網球王子（テニスの王子様）」（2008年7月〜8月放送、出演：陳澤宇、毛方圓、鍾凱、巫迪文）
- 「鎧甲勇士」（特撮変身ヒーロー番組）（2009年1月より各局で順次放送、出演：鍾凱、巫迪文、陳澤宇、毛方圓）
- 「外郷人」（出演：巫迪文）
- 「向周星馳致敬先之女孩冲冲冲」（2009年7月より各局で順次放送、出演：毛方圓）
- 「加油！網球王子」（「網球王子」の続編）（2009年8月28日〜9月9日放送、出演：陳澤宇、毛方圓、鍾凱、巫迪文）
- 「上海，上海」（2010年放送予定、出演：巫迪文）

### 映画
- 「真愛無言」（出演：陳澤宇）
- 「逆轉流星」（出演：巫迪文）
- 「喜羊羊与灰太狼之牛気冲天」（2009年、声の出演：鍾凱、巫迪文、陳澤宇、毛方圓）
- 「幻像」（出演：巫迪文）

### 舞台
- 辦公室有鬼　第二季「談談情、跳跳槽」（2009年5月5日〜31日、出演：鍾凱）
- 「三国殺@哈欠」」（2010年1月28日〜31日、出演：鍾凱、陳澤宇）

## イメージキャラクター
- 上海市成分献血推広形象大使（2007年〜）
- 光明乳業・心爽酸酸乳（2007年〜）
- 上海　星之健身（STAR GYM）（2008年）

## その他
- 2007年9月に日本で発売された「Asian New Stars FILE 31」という本に毛方圓のインタビューが掲載されている。
- 2008年7月12日、テレビ番組「加油！2008」のリハーサル中の事故で陳澤宇が腰椎を骨折する重傷を負う。11月下旬に復帰するまで兄弟聯は3人での活動を余儀なくされた。